# Juris Canonici Doctor
Juris Canonici Doctor (em português, "Doutor em Direito Canônico") é a expressão latina que designa o mais alto grau de estudos em Direito Canônico da Igreja Católica Romana. Normalmente o título é abreviado como J.C.D., Pode também ser escrito na forma Iuris Canonici Doctor (I.C.D.). Somente universidades pontifícias e faculdades eclesiásticas de Direito Canônico podem atribuí-lo.
O título conferido ao doutor em Direito Civil e Canônico é J.U.D. (Juris Utriusque Doctor) ou U.J.D. (Utriusque Juris Doctor).